# 阿穆達
阿穆達（阿拉伯语：‎，羅馬化：ʿĀmūdā, ：‎，羅馬化：Amûdê）是敘利亞的城鎮，由哈塞克省負責管轄，位於該國東北部，毗鄰與土耳其接壤的邊境，海拔高度470米，主要經濟活動是農業，2008年人口47,580。
37°06′15″N 40°55′48″E / 37.10417°N 40.93000°E